# Płociczno Małe
Płociczno Małe – małe jezioro położone na skraju Borów Tucholskich (gmina Kaliska, powiat starogardzki, województwo pomorskie) na obszarze wsi Płociczno.
Powierzchnia całkowita: 2,5 ha.